# 다스 베이더
다스 베이더(Darth Vader)는 《스타 워즈》프랜차이즈에 등장하는 가공의 인물이다. 그는 스타워즈 클래식 3부작(새로운 희망, 제국의 역습, 제다이의 귀환)의 주요 악인이며, 《스타 워즈 에피소드 3: 시스의 복수》에서는 다스 베이더의 탄생 배경을 다룬다. 오리지널 3부작에서는 데이비드 프로즈가 다스 베이더 역할을 했으며 다스 베이더의 목소리는 제임스 얼 존스가 맡았다.
다스 베이더는 영화사에 남을 악역의 전형이 되었으며, 미국 영화 악역 50인 중 3위에 머물렀다. 《스타 워즈 에피소드 4: 새로운 희망》과 《스타 워즈 에피소드 5: 제국의 역습》에서 다스 베이더는 전형적인 악의 화신으로 묘사되었다. 다스 베이더는 은하 제국의 독재 통치를 유지하기 위한 교활하고 잔혹한 집행자였으며, 시스의 군주인 팰퍼틴 황제의 오른팔로서 포스의 다크 사이드를 이용해 무자비하게 제다이와 반란군을 추적한다.

## 에피소드 4: 새로운 희망
《스타워즈 에피소드 IV : 새로운 희망》에서 다스 베이더는 어둡고 위험한 인물로 그려지고 있으며, 그의 공격팀은 반란군에게 탈취당한 제국의 새로운 무기인 데스스타 계획을 되찾기 위해 탄티브 IV (타투인 행성 위에서 궤도를 돌고 있는 영사 비행선)을 장악했다. 다스 베이더의 부하인 스톰트루퍼들이 반란군의 지도자인 레이아 오르가나 공주(캐리 피셔)를 생포하지만 그녀의 드로이드인 R2-D2와 C-3PO는 데스 스타 계획을 가지고 타투인 행성으로 탈출한다. 다스 베이더와 그의 부하들은 레이아 오르가나 공주를 데리고 그들의 수송선인 임페리얼 스타 디스트로이어로 돌아가고 스타 디스트로이어는 영사선을 파괴한다.
타투인에서는 루크 스카이워커(마크 해밀)가 쌍안경으로 영사선의 파괴를 목격한다. 후에 루크의 삼촌인 오웬(필 브라운)과 숙모인 베루는 탈출한 드로이드를 수색하기 위해 파견된 스톰트루퍼에게 살해당한다. 그동안 루크는 한때 오비완 케노비로 알려졌던, 은둔 중인 벤 케노비(알렉 기네스)로부터 다스 베이더가 루크의 아버지를 살해했다는 것을 알게 된다. (사실 그의 아버지는 다스 베이더)루크와 드로이드들은 오비완의 도움으로 스톰트루퍼를 피해 도망치고, 드로이드들을 반란군에 돌려주기 위해 한 솔로(해리슨 포드)의 밀수선인 밀레니엄 팔콘에 탑승한다.
데스 스타에 도착하자마자 베이더는 심문 드로이드로 레이아 공주를 심문하여 반란군의 기지를 알아내려고 한다. 후에 데스 스타 미팅에서 모티 제독 (Richard LeParmentier)은 포스는 반란군 기지를 찾는 데 아무런 도움이 되지 않는다며 베이더의 포스에 대한 헌신을 조롱한다. 베이더는 포스를 사용해 모티 제독의 목을 조르다가 제국의 지도자인 타킨 대제독(피터 커싱)의 제지를 받고서야 풀어 준다.
마침내 밀레니엄 팔콘은 데스 스타의 견인광선에 의해 체포된다. 견인광선을 무력화한 후에 오비완은 베이더와 광검 결투를 벌인다.

- 베이더 : 널 기다렸다, 오비완 케노비. 마침내 다시 만났군. 순환은 완성되었고, 너를 떠날 때는 풋내기였지만 지금은 마스터가 되었지.
- 오비완 : 넌 악의 화신이구나.
- (다스 베이더와 오비완이 라이트세이버 결투를 벌인다.)
- 베이더 : 힘이 많이 약해졌군, 늙은이.
- 오비완 : 넌 날 이기지 못한다. 네가 나를 쓰러뜨린다면 나는 더욱 더 강해진다.
- 베이더 : 넌 돌아오지 말았어야 했어.

베이더는 오비완과 결투를 벌이고, 싸우면서 이동하여 루크가 둘이 싸우는 것을 보게 된다. 그런데 오비완은 루크에게 탈출하란 뜻에서 일부러 베이더의 일격을 그대로 받아 죽는다. 그 사이 루크는 레이아 공주를 구해 탈출한다. 그러나 베이더가 이를 예견하고 반란군 기지를 알아내기 위해 자동 유도 장치를 밀레이엄 팰콘에 몰래 장착한다.
데스 스타의 설계도를 분석하여 약점을 파악한 반란군은 최후의 공격 계획을 세운다. 베이더와 그의 부하들은 방어를 펼치며 데스 스타의 약점을 공격하려는 반란군을 요격한다. 영화의 하이라이트에서 베이더는 그의 타이 파이터로 루크의 X-윙을 공격하려는 순간, 밀레니엄 팰콘이 방해하여 베이더의 전투기는 우주 속으로 사라진다. 그 후에 루크는 데스 스타를 파괴한다.

## 에피소드 5: 제국의 역습
《스타워즈 에피소드 V: 제국의 역습》에서 베이더는 반란군을 진압하는 데 선봉에 선다. 베이더는 얼음 행성인 호스로 제국군을 이동시키고 반란군의 비밀 기지에 대한 전면적인 공격을 준비한다. 그러나 오젤 제독이 실수로 너무 가까이 접근하는 바람에 반란군은 도피한다. 반란군이 안전한 곳으로 도피하는 도중 밀레니엄 팔콘은 하이퍼드라이브가 고장난다. 오젤 제독은 자신의 실수로 인해 처형당하고 베이더는 팰콘을 추격한다. 추격 도중 베이더는 황제로부터 데스 스타를 파괴한 루크 스카이워커를 생포하라는 새로운 임무를 부여받는다. 베이더는 루크를 포스의 어두운 면으로 끌어들이겠다고 제안하고, 황제는 그렇게 되면 루크는 강력한 자산이 될 수 있다며 허락한다.
마침내 팔콘호가 나타나고 스타 디스트로이어 뒤의 어두운 지점에 숨는다. 니다 대위는 펄콘호 추격 실패에 대해 책임감을 느끼고 베이더에게 사과한다. 니다는 베이더의 손에 죽고 팔콘호는 스타 디스트로이어에서 버려지는 쓰레기에 섞여 탈출한다.
현상금 사냥꾼의 도움을 받아 베이더는 밀레니엄 팰콘을 찾아 생포한다. 베이더는 루크의 친구들을 고문하여 루크가 포스를 통해 그들의 고통을 느끼도록 한다.한 솔로는 탄소 냉각되어 버리고,베스핀 구름도시에서 루크는 마침내 베이더를 찾고 결투를 하지만 그에게 패하면서 오른손을 잘린다. 그리고 베이더는 루크에게 아주 충격적인 사실을 말한다.

- 베이더 : 넌 패했다. 더 이상의 저항은 무의미하다. 오비완처럼 네 스스로 죽게 하지는 말아라.
- (루크와 베이더. 결투를 벌인다. 루크 오른손이 잘린다.)
- 베이더 : 넌 도망칠 수 없다. 널 죽이게 하지 마라. 루크, 넌 네가 얼마나 중요한지 모르고 있다. 넌 비로소 너의 힘을 깨닫기 시작했다. 나에게 항복하면 너의 훈련을 끝내 주겠다. 우리가 힘을 합치면 이 파괴적인 충돌을 끝내고 우주를 제패할 수 있다.
- 루크 : 당신한테 협력 못해!
- 베이더 : 네가 포스의 어두운 힘을 안다면... 오비완은 네 아버지에게 일어난 일을 말해 주지 않은 건가?
- 루크 : 충분히 말해 주셨지. 당신이 내 아버지를 죽였잖아!
- 베이더 : 아니. 내가 네 아버지다!
- 루크 : 아니야, 진짜일 리가 없어. 그건 불가능한 일이야!
- 베이더 :느껴라. 넌 이미 진실을 보고 있다.
- 루크 : 아니야! 아니라고!
- 베이더 : 루크, 넌 황제를 죽일 수 있다. 그는 이미 그걸 예견하고 있었어. 그게 너의 운명이다. 나와 힘을 합치자. 우리는 아버지와 아들로써 우주를 다스릴 수 있다. 어서. 이게 유일한 방법이다.

## 에피소드 6: 제다이의 귀환
황제가 데스스타(죽음의 별)에 왔을 때 인사를 하며 데스스타 2가 거의 다 완성되어 간다고 말한다. 한편, 스스로 일부러 포로가 된 자신의 아들 루크 스카이워커를 다시 만나며 싸우진 않고 대화를 한다. 데스스타에 도착하고 황제는 베이더 옆에 있던 루크를 포스의 어두운 면에 오도록 설득하지만, 루크에게 통하지 않았다. 한편, 황제가 우주 밖에서 제국군 함대의 함정에 저항군 함대가 걸려들어 공격받는 모습을 보여주고, 루크는 마침내 분노를 한다. 황제가 앉은 의자에 있던 라이트세이버를 켜서 황제를 공격하려 하자 베이더가 칼을 막으며 아들과의 결투를 시작한다. 루크는 분노하여 베이더를 몰아세우지만 다시 정신을 차리고, 베이더는 루크와 싸우다 루크가 싸움을 하는 것은 무의미하다고 느껴 몸을 숨기자 베이더는 네가 항복하지 않으면 네 누이를 잡아서 포스의 어두운 면으로 끌어들이겠다고 한다. 루크는 분노하여 맹공을 가해 베이더를 몰아세우고, 베이더는 결국 오른손이 잘린다. 황제가 루크를 포스 라이트닝으로 고문하자 베이더는 황제를 원자로에다 던져 죽이지만 그도 포스 라이트닝을 직격으로 맞아 생명이 위험해진다. 루크가 데스스타를 나가자고 하나, 베이더는 죽음을 막을 수 없다며 거부한다. 그는 제다이, 즉아나킨 스카이워커로 돌아왔다. 루크에 의해 베이더의 가면을 벗겨지고 베이더는 루크 에게 마지막 작별인사를 하며 사망한다. 이때, 명대사 중 한개가 탄생한다.
"단 한번만이라도.... 네 얼굴을 보고 싶구나.."
아나킨은 엔도의 달에서 루크에 의해 몸은 화장되고, 포스의 영으로 오비완, 요다와 함께 루크를 바라보며 미소를 짓는다.

## 기타
《박물관이 살아있다 2》에 카메오로 출연한다.